# Leezen (Meclemburgo-Pomerânia Ocidental)
Leezen é um município da Alemanha localizado no distrito de Ludwigslust-Parchim, estado de Meclemburgo-Pomerânia Ocidental.
É membro e sede do Amt de Ostufer Schweriner See.